# Roseneath (Nouvelle-Zélande)

Roseneath est une banlieue de la cité de Wellington, située dans le sud de l’Île du Nord de la Nouvelle-Zélande.

## Situation
Elle est localisée à l’est d’Oriental Bay et au nord d’Hataitai, dans la région de Wellington, et est sous la gouvernance du conseil de la cité de Wellington (en).

## Toponymie
La péninsule fut dénommée d’après Rosneath, un village sur la péninsule de Rosneath (en) en Écosse sur le fleuve Clyde, et n’a aucun lien avec les roses.

## Éducation
L’école de Roseneath fut fondée en 1898 et accueille les enfants des années 1 à 8 , .
Parmi les records de l'école de Roseneath de Wellington, se trouve le livre joliment illustré, intitulé Roseneath, Past and Present écrit par W. C. Maughan .C'est le cadeau en 1913 de Mr. G. G. Young, M.A., enseignant de l’école Roseneath d’Ecosse, à Mr. Robert Darroch, enseignant de l'école Roseneath de Wellington, en Nouvelle-Zélande.

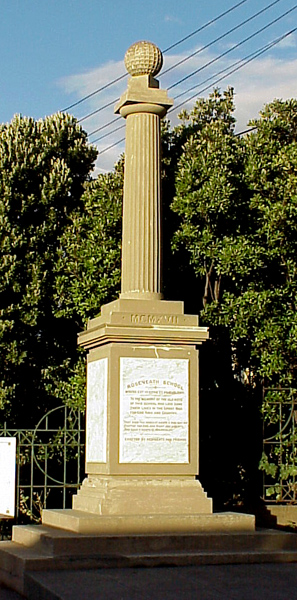
Mémorial de la guerre de Roseneath

## Monument aux morts de Roseneath
Le monument aux morts de l’école commémore les anciens élèves qui sont morts durant la première Guerre Mondiale , .
Le mémorial fut inauguré par le Gouverneur général de Nouvelle-Zélande, Arthur Foljambe le 10 novembre 1917, pratiquement une année avant la fin de la guerre , , ,.
Lors de son inauguration, en présence du maire de Wellington (en) John Luke (en) et du Premier Ministre de Nouvelle-Zélande, William Massey, le mémorial comprenait les noms de cinq soldats tués au combat.
À la fin de la guerre, il y avait treize noms sur le mémorial.